# جاكي سوليفان
جاكي سوليفان (بالإنجليزية: Jackie Sullivan)‏ هو لاعب كرة قاعدة أمريكي، ولد في 22 فبراير 1918 في برينستون في الولايات المتحدة، وتوفي في 15 أكتوبر 1992 في دالاس في الولايات المتحدة.

## وصلات خارجية
- جاكي سوليفان على موقعبيزبول رفرنس.كوم (الدوري الرئيسي) (الإنجليزية)